# مقاطعة كروس (أركنساس)
مقاطعة كروس (بالإنجليزية: Cross County)‏ هي إحدى مقاطعات ولاية أركنساس في الولايات المتحدة الأمريكية.